# Grazzanise
Grazzanise é uma comuna italiana da região da Campania, província de Caserta, com cerca de 6.821 habitantes. Estende-se por uma área de 46,99 km², tendo uma densidade populacional de 148 hab/km². Faz fronteira com Cancello ed Arnone, Capua, Casal di Principe, Falciano del Massico, Francolise, Pignataro Maggiore, Santa Maria la Fossa, Vitulazio.

## Demografia
| Variação demográfica do município entre 1861 e 2011                               |
|                                                                                   |
| Fonte: Istituto Nazionale di Statistica (ISTAT) - Elaboração gráfica da Wikipedia |